# Zone de fracture de Charlie Gibbs

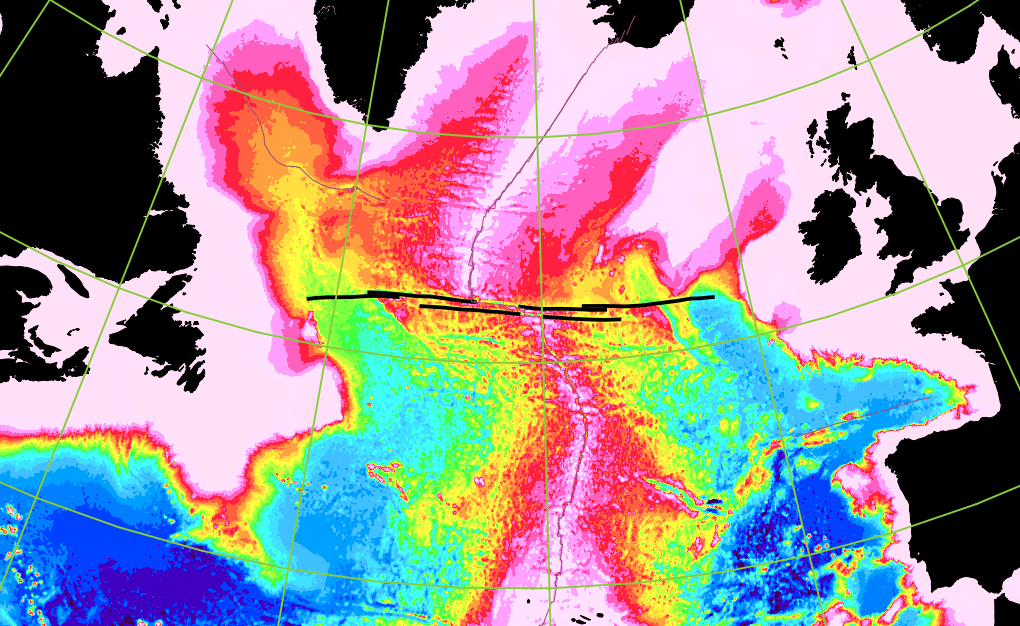
Zone de fracture de Charlie Gibbs

La zone de fracture de Charlie-Gibbs est une zone de déformation de la dorsale médio-Atlantique formée de failles transformantes et située dans le nord de l'océan Atlantique.
Elle forme un système de deux rifts parallèles, situés perpendiculairement à la crête principale. Les études montrent que les couleurs d'eau profonde entre les basses orientaux et occidentaux de l'Atlantique Nord passent par ces canaux.
La topographie montre des profondeurs variant de 4 500 m dans les zones les plus profondes, à 700-800 m aux alentours des monts sous-marins.
Cette zone a été choisie en 2010 pour être l'une des aires marines protégées de haute mer en Atlantique Nord.